# SDŽ 7001 bis 7100
Die Lokomotiven der SDŽ–Nummerngruppe 7001 bis 7100 waren Schlepptender-Heißdampflokomotiven mit der Achsfolge 1'D für Güterzüge auf Strecken mit geringer Meterlast, die 1922/23 von verschiedenen deutschen Herstellern für die Eisenbahnen des Königreichs der Serben, Kroaten und Slowenen (SHS) gebaut wurde.

## Geschichte
Die Dampflokomotiven dieser Bauart wurden 1913 im Auftrag der damaligen Serbischen Staatsbahnen Srpske Državne Železnice (SDŽ) in Deutschland für die Beförderung von Güterzügen auf Strecken mit geringer Achslast entwickelt. Aufgrund des Ausbruchs des Ersten Weltkriegs verzögerte sich deren Bau. Die Lieferung der 100 Lokomotiven erfolgte 1922 und 1923 in Form von deutschen Reparationszahlung an die Nachfolgerin der SDŽ, den Železnice Kraljevine Srba, Hrvata i Slovenaca (SHS). Bei den SHS wurden sie als SDŽ 7001 bis 7100 bezeichnet, obwohl die SDŽ seit 1919 nicht mehr existierten. Die Maschinen wurden für die Beförderung von Güterzügen auf Haupt- und Nebenlinien in Serbien und Kroatien verwendet.
Bei den 1929 aus den SHS entstandenen Jugoslawischen Staatsbahnen Jugoslovenske Državne Železnice (JDŽ) und ihrer Nachfolgerin Jugoslovenske Železnice (JŽ) wurden die Lokomotiven ab 1933 als Baureihe 26 bezeichnet.

## Technik
Wegen der geringen Meterlast von 7,65 t/m hatten die Zweizylinder-Heißdampflokomotiven ein etwas ungewöhnlichen Aussehen mit Achsabständen von bis zu 2400 mm. Der lange Achsstand führte trotz seitlicher Verschiebbarkeit einzelner Achsen zu Verspannungen und daraus resultierenden Schäden.
Die Maschinen mit der Achsfolge 1'D hatten als einzige Baureihe der JDŽ/JŽ einen Barrenrahmen. Sie waren mit Heusinger-Steuerung, Knorr-Druckluftbremse und einem vierachsigen Schlepptender ausgestattet.